# Kenny Roberts Jr.
Kenneth Leroy Roberts Jr. (sinh ngày 25 tháng 7 năm 1973) là một cựu tay đua mô tô người Mỹ, từng vô địch giải đua xe MotoGP thể thức 500cc năm 2000. Cùng với người bố Kenny Roberts, từng 3 lần vô địch MotoGP, thì bố con Kenny Roberts là cặp bố con duy nhất từng đoạt chức vô địch MotoGP.
Năm 2017, Kenny Roberts Jr được ban tổ chức MotoGP tặng danh hiệu 'Huyền thoại MotoGP'.

## Sự nghiệp

### Đội đua Roberts (1993-1998)
Kenny Roberts Jr đua xe chuyên nghiệp từ năm 1993 ở đội đua Roberts, một đội đua của người bố Kenny Roberts.
Tổng cộng Kenny Roberts tham gia 3 mùa giải 250cc (1993-1995) và 3 mùa giải 500cc (1996-1998) nhưng không có được kết quả nổi bật trong giai đoạn này.

### Đội đua Suzuki (1999-2004)
Sự nghiệp của Kenny Roberts Jr có bước ngoặt lớn từ khi ông chuyển sang đội đua Suzuki vào năm 1999. Kenny Roberts Jr giống như cá gặp nước khi được điều khiển chiếc xe Suzuki RGV500. Ông đã giành chiến thắng ở cả 2 chặng đua đầu tiên cho Suzuki, cũng là 2 chặng đua đầu tiên mùa giải đua xe MotoGP 1999 (là các chặng đua Malaysia và Nhật Bản). Trong phần còn lại của mùa giải 1999 Kenny Roberts Jr giành được thêm 2 chiến thắng nữa ở Đức và Argentina để kết thúc mùa giải với ngôi vị Á quân, sau tay đua người Tây Ban Nha Àlex Crivillé, người có được 6 chiến thắng chặng.
Mùa giải MotoGP 2000 Kenny Roberts cũng giành được tổng cộng 4 chiến thắng chặng đua, nhưng lần này ông chính là tay đua giành được nhiều chiến thắng nhất ở mùa giải năm đó. Cộng với việc chỉ phải bỏ cuộc 1 lần ở Assen đã giúp cho Kenny Roberts giành được chức vô địch đầu tiên và cũng là duy nhất trong sự nghiệp.
Những mùa giải sau đó Kenny Roberts Jr không còn giữ được sự cạnh tranh trước sự vươn lên mạnh mẽ của các tay đua trẻ mà đặc biệt là Valentino Rossi. Ông đua cho Suzuki đến hết mùa giải 2005 nhưng không giành thêm được chiến thắng nào.

### Trở lại đội đua Roberts (2006-2007)
Trong 2 năm cuối của sự nghiệp, Kenny Roberts Jr trở lại thi đấu cho đội đua Roberts, sử dụng xe KR212V được trang bị động cơ Honda. Ở mùa giải năm 2006, Roberts ghi dấu ấn với 2 lần lên podium ở các chặng đua Catalunya và Bồ Đào Nha, và thường xuyên cạnh tranh các vị trí trong top-10.
Sang mùa giải 2007, Kenny Roberts bất ngờ giải nghệ sau chặng đua Catalunya, là chặng đua thứ 7 của mùa giải. Trước đó thì Roberts chỉ có 2 lần cán đích trong top-15.

## Thống kê thành tích

#### Theo năm
| Năm       | Giải đua | Xe            | Đội đua                    | Số xe | Chặng đua | Chiến thắng | Podium | Pole | FLap | Điểm | Xếp hạng | Vô địch |
| --------- | -------- | ------------- | -------------------------- | ----- | --------- | ----------- | ------ | ---- | ---- | ---- | -------- | ------- |
| 1993      | 250cc    | Yamaha TZM250 | Team Roberts               | 75    | 1         | 0           | 0      | 0    | 0    | 6    | 27th     | –       |
| 1994      | 250cc    | Yamaha TZM250 | Team Roberts               | 25    | 4         | 0           | 0      | 0    | 0    | 23   | 18th     | –       |
| 1995      | 250cc    | Yamaha TZM250 | Team Roberts               | 25    | 13        | 0           | 0      | 0    | 0    | 82   | 8th      | –       |
| 1996      | 500cc    | Yamaha YZR500 | Marlboro Team Roberts      | 10    | 13        | 0           | 0      | 0    | 0    | 69   | 13th     | –       |
| 1997      | 500cc    | Modenas KR3   | Marlboro Team Roberts      | 10    | 15        | 0           | 0      | 0    | 0    | 37   | 16th     | –       |
| 1998      | 500cc    | Modenas KR3   | Team Roberts               | 10    | 13        | 0           | 0      | 0    | 0    | 59   | 13th     | –       |
| 1999      | 500cc    | Suzuki RGV500 | Suzuki Grand Prix Team     | 10    | 16        | 4           | 8      | 5    | 5    | 220  | 2nd      | –       |
| 2000      | 500cc    | Suzuki RGV500 | Telefónica Movistar Suzuki | 2     | 16        | 4           | 9      | 4    | 3    | 258  | 1st      | 1       |
| 2001      | 500cc    | Suzuki RGV500 | Telefónica Movistar Suzuki | 1     | 16        | 0           | 1      | 0    | 0    | 97   | 11th     | –       |
| 2002      | MotoGP   | Suzuki GSV-R  | Telefónica Movistar Suzuki | 10    | 15        | 0           | 1      | 0    | 0    | 99   | 9th      | –       |
| 2003      | MotoGP   | Suzuki GSV-R  | Suzuki Grand Prix Team     | 10    | 13        | 0           | 0      | 0    | 0    | 22   | 19th     | –       |
| 2004      | MotoGP   | Suzuki GSV-R  | Team Suzuki MotoGP         | 10    | 12        | 0           | 0      | 1    | 0    | 37   | 18th     | –       |
| 2005      | MotoGP   | Suzuki GSV-R  | Team Suzuki MotoGP         | 10    | 14        | 0           | 1      | 0    | 0    | 63   | 13th     | –       |
| 2006      | MotoGP   | KR211V        | Team Roberts               | 10    | 17        | 0           | 2      | 0    | 1    | 134  | 6th      | –       |
| 2007      | MotoGP   | KR212V        | Team Roberts               | 10    | 7         | 0           | 0      | 0    | 0    | 4    | 24th     | –       |
| Tổng cộng |          |               |                            |       | 185       | 8           | 22     | 10   | 9    | 1210 |          | 1       |

#### Kết quả chi tiết
(key) (Chặng đua có chữ in đậm có nghĩa là tay đua giành được pole; Chặng đua có chữ in nghiêng nghĩa là tay đua giành được fastest lap)
| Năm    | Giải đua | Xe      | 1       | 2       | 3       | 4       | 5       | 6       | 7      | 8       | 9       | 10      | 11      | 12      | 13      | 14     | 15      | 16      | 17    | 18  | Xếp hạng | Điểm |
| ------ | -------- | ------- | ------- | ------- | ------- | ------- | ------- | ------- | ------ | ------- | ------- | ------- | ------- | ------- | ------- | ------ | ------- | ------- | ----- | --- | -------- | ---- |
| 1993   | 250cc    | Yamaha  | AUS     | MAL     | JPN     | SPA     | AUT     | GER     | NED    | EUR     | RSM     | GBR     | CZE     | ITA     | USA 10  | FIM    |         |         |       |     | 27th     | 6    |
| 1994   | 250cc    | Yamaha  | AUS     | MAL     | JPN     | SPA     | AUT     | GER     | NED    | ITA     | FRA     | GBR     | CZE Ret | USA 8   | ARG 6   | EUR 11 |         |         |       |     | 18th     | 23   |
| 1995   | 250cc    | Yamaha  | AUS 7   | MAL 9   | JPN Ret | SPA Ret | GER 4   | ITA 6   | NED 5  | FRA 6   | GBR Ret | CZE 8   | BRA 13  | ARG Ret | EUR 5   |        |         |         |       |     | 8th      | 82   |
| 1996   | 500cc    | Yamaha  | MAL     | INA     | JPN 12  | SPA 6   | ITA 10  | FRA Ret | NED 5  | GER 5   | GBR Ret | AUT Ret | CZE 4   | IMO 10  | CAT Ret | BRA 13 | AUS 11  |         |       |     | 13th     | 69   |
| 1997   | 500cc    | Modenas | MAL Ret | JPN Ret | SPA 18  | ITA Ret | AUT Ret | FRA Ret | NED 8  | IMO 17  | GER Ret | BRA Ret | GBR 11  | CZE 9   | CAT 8   | INA 9  | AUS 14  |         |       |     | 16th     | 37   |
| 1998   | 500cc    | Modenas | JPN 11  | MAL 11  | SPA 9   | ITA Ret | FRA 13  | MAD DNQ | NED 9  | GBR Ret | GER 6   | CZE 10  | IMO 14  | CAT 10  | AUS 10  | ARG 11 |         |         |       |     | 13th     | 59   |
| 1999   | 500cc    | Suzuki  | MAL 1   | JPN 1   | SPA 13  | FRA Ret | ITA 5   | CAT 6   | NED 2  | GBR 8   | GER 1   | CZE 3   | IMO 6   | VAL 2   | AUS 10  | RSA 22 | BRA 3   | ARG 1   |       |     | 2nd      | 220  |
| 2000   | 500cc    | Suzuki  | RSA 6   | MAL 1   | JPN 2   | SPA 1   | FRA 6   | ITA 6   | CAT 1  | NED Ret | GBR 2   | GER 3   | CZE 4   | POR 2   | VAL 2   | BRA 6  | PAC 1   | AUS 7   |       |     | 1st      | 258  |
| 2001   | 500cc    | Suzuki  | JPN 7   | RSA 7   | SPA 7   | FRA 6   | ITA Ret | CAT Ret | NED 6  | GBR 8   | GER 9   | CZE Ret | POR 6   | VAL 3   | PAC 8   | AUS 15 | MAL Ret | BRA 16  |       |     | 11th     | 97   |
| 2002   | MotoGP   | Suzuki  | JPN Ret | RSA Ret | SPA 8   | FRA 5   | ITA Ret | CAT 7   | NED 6  | GBR 14  | GER     | CZE 11  | POR 4   | BRA 3   | PAC 6   | MAL 8  | AUS 9   | VAL Ret |       |     | 9th      | 99   |
| 2003   | MotoGP   | Suzuki  | JPN 14  | RSA 15  | SPA 13  | FRA 16  | ITA Ret | CAT     | NED    | GBR     | GER 15  | CZE 20  | POR 17  | BRA 17  | PAC 15  | MAL 14 | AUS 9   | VAL 11  |       |     | 19th     | 22   |
| 2004   | MotoGP   | Suzuki  | RSA Ret | SPA 8   | FRA 12  | ITA Ret | CAT 17  | NED 16  | BRA 7  | GER 8   | GBR 17  | CZE 10  | POR 14  | JPN Ret | QAT     | MAL    | AUS     | VAL     |       |     | 18th     | 37   |
| 2005   | MotoGP   | Suzuki  | SPA Ret | POR 12  | CHN Ret | FRA 13  | ITA 15  | CAT 15  | NED 16 | USA 14  | GBR 2   | GER 11  | CZE 11  | JPN 8   | MAL 7   | QAT 11 | AUS WD  | TUR     | VAL   |     | 13th     | 63   |
| 2006   | MotoGP   | KR211V  | SPA 8   | QAT 10  | TUR 13  | CHN 13  | FRA Ret | ITA 8   | CAT 3  | NED 5   | GBR 5   | GER Ret | USA 4   | CZE 4   | MAL 7   | AUS 14 | JPN 9   | POR 3   | VAL 8 |     | 6th      | 134  |
| 2007   | MotoGP   | KR212V  | QAT 13  | SPA 16  | TUR 16  | CHN 15  | FRA Ret | ITA 17  | CAT 16 | GBR     | NED     | GER     | USA     | CZE     | RSM     | POR    | JPN     | AUS     | MAL   | VAL | 24th     | 4    |
| Nguồn: |          |         |         |         |         |         |         |         |        |         |         |         |         |         |         |        |         |         |       |     |          |      |